# Nicolas Touzaint
Nicolas Jean Denis Touzaint (né le 10 mai 1980 à Angers), est un cavalier professionnel français de concours complet d'équitation (CCE) de haut niveau. Il a remporté de nombreux titres malgré sa jeunesse, et joue depuis le rôle de fer de lance de la France dans la discipline.

## Biographie
Né dans le monde de l'équitation, il est issu d'une famille déjà connue pour ses prestations dans le monde équestre : son père, Jean-Yves Touzaint, était champion de France de concours complet en 1975, 1976 et 1991 et son oncle, Thierry Touzaint, était entraîneur fédéral dans la même discipline.
Nicolas ne commence pourtant à s'intéresser à ce sport qu'à l'âge de 10 ans après avoir été un bon amateur de football et de tennis. Il commence son apprentissage de l'équitation sur un poney, Buck, avec lequel il surmontera son appréhension et remportera ses premiers concours.
Il passe ses galops en deux mois puis remporte avec Roxanne, la jument née au Haras de la Poissardière, ses premières C2 puis B2 en une année. Il commence les compétitions à l'âge de 13 ans, grâce au poney Buck.
Bientôt champion d'Europe junior par équipes et 3e en individuel avec Royal Reseda HN en 1997, la suite de son parcours est plus connue et Mme Girard-Claudon, fidèle de la famille Touzaint, permettra à Nicolas d'étaler son talent au grand jour grâce à des chevaux à sa hauteur : Cobra d'or avec lequel il ira aux Jeux olympiques de Sydney en 2000 à l'âge de 20 ans, Ciel d'Azur avec qui il terminera 2e du Concours complet international de Boekelo et plus récemment Galan de Sauvagère (champion d'Europe, champion olympique par équipe, 1er doublé 6 ans - 7 ans de l'histoire du Mondial du Lion d'Angers), Hildago de l'Île, Joker d'Helby (2e doublé au Lion) ou encore Tatchou et Lesbos.
À 22 ans, il devient le plus jeune champion d'Europe de l'histoire du complet avec son fidèle Galan de Sauvagère, performance qu’il renouvelle en 2007. Depuis, il accumule les performances, il devient le seul Français à avoir gagné le mythique complet de Badminton grâce à Hildago de l'Île.
En 2012, il se classe 17e au classement individuel et 8e au classement par équipes aux Jeux olympiques de Londres avec Hildago de l'Île.
Aux Jeux olympiques d'été de 2020 à Tokyo, il remporte sur Absolut Gold la médaille de bronze en concours complet par équipes avec Christopher Six et Karim Laghouag.
Depuis 2022, il est membre de la Team Anjou 2024, collectif d'athlètes soutenu par le Département de Maine-et-Loire.
En 2023 ont lieu les Championnats de France, étape importante en vue des sélections internationales. Nicolas Touzaint et Absolut Gold*HDC sont sacrés champions de France de complet 2023.

## Jeux olympiques de Paris 2024
À la suite de la validation du Comité National Olympique et Sportif Français (CNOSF), Serge Lecomte, Président de la Fédération Française d’Équitation et Sophie Dubourg, Directrice Technique Nationale, communiquent la liste des cavaliers et chevaux sélectionnés pour représenter la France lors des Jeux olympiques de Paris du 26 juillet au 6 août prochain. Le sélectionneur national Thierry Touzaint et l’équipe fédérale d’encadrement sportif retiennent parmi l'équipe de France de concours complet Nicolas Touzaint et Diabolo Menthe.

## Chevaux

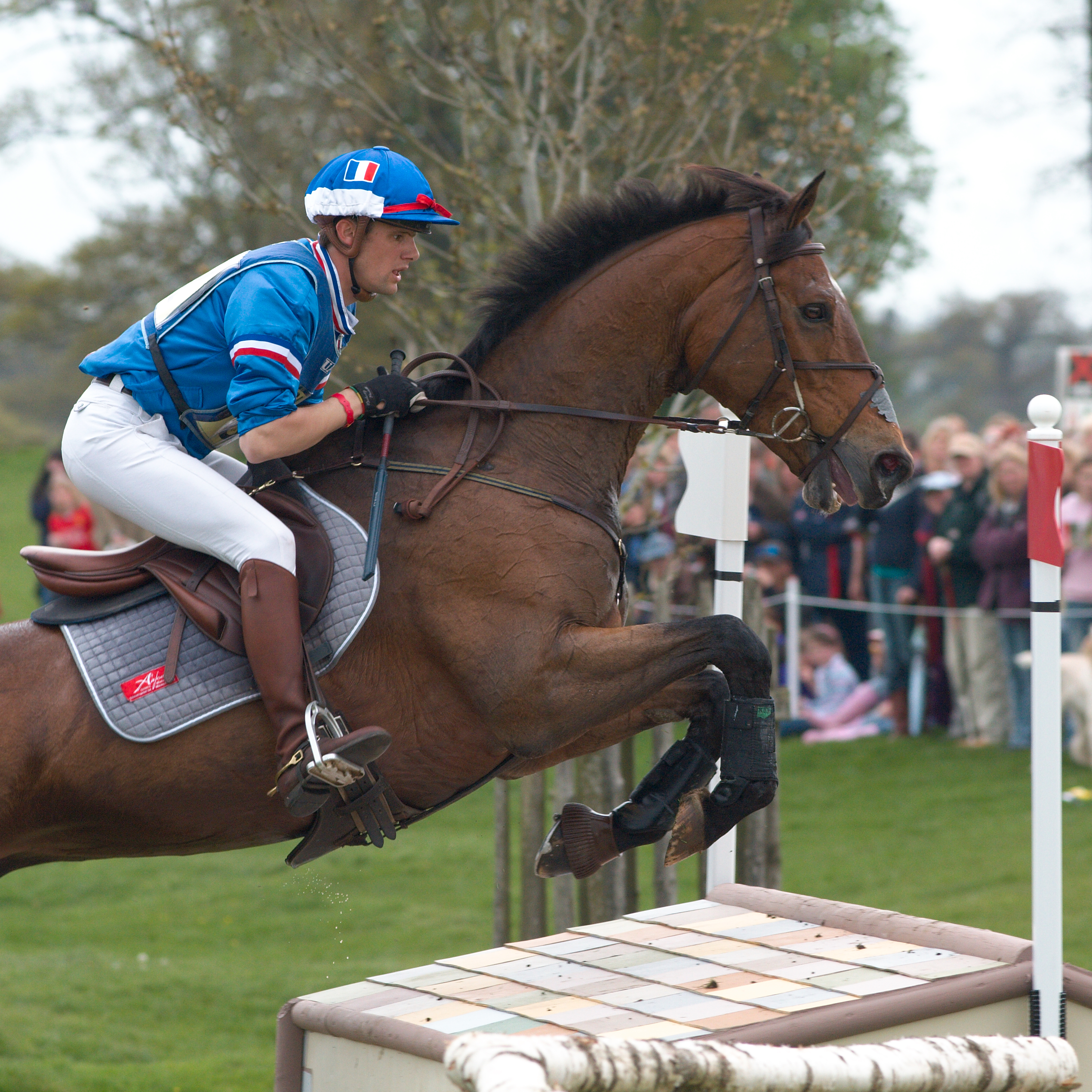
Nicolas Touzaint et Hildago de l'Île, lors de l'épreuve de cross du CCE de Badminton.

- Premier poney Buck (celui qui lui fait aimer véritablement l'équitation) ;
- Galan de Sauvagère (il devient le plus jeune champion d'Europe de l'histoire du complet grâce à celui-ci, puis participa aux Jeux Olympiques) ;
- Hildago de l’Île (Champion du monde des 7 ans, gagne le CCI**** de Pau et le mythique CCI**** de Badminton) ;
- Cobra d’Or (avec qui Nicolas participa à ses premiers Jeux Olympiques) ;
- Joker d’Helby (remporté les championnats du monde des 6 et 7 ans) ;
- Miss Wanted Fast ;
- Tatchou (2e du CCI 4* de Pau) ;
- Neptune de Sartène (lui amène une nouvelle médaille en Championnat d’Europe, en 2011) ;
- Lesbos (Gagna une nouvelle médaille de bronze aux Championnats d’Europe à Malmö, en 2013).

Puis il travaille à la relève avec Crocket 30, Princesse Pilot ainsi que Caretinhus, Tzinga d’Auzay, Scidjo ou encore Radijague.
- Diabolo Menthe

## Honneurs et distinctions
Il est chevalier de la Légion d'honneur
Saint-Clément-de-la-Place, où est installé Nicolas Touzaint, a inauguré en 2007 une salle des fêtes et un centre sportif dans cette commune.

## Palmarès
- 1997 : 3e du Championnat d'Europe juniors ;
- 1997 : Champion d'Europe juniors par équipes ;
- 2000 : Champion du Monde des chevaux de 6 ans avec Galan de Sauvagère ;
- 2001 : Champion du Monde des chevaux de 7 ans avec Galan de Sauvagère ;
- 2001 : Champion du Monde des chevaux de 6 ans avec Hildago de l'Île ;
- 2003 : Champion d'Europe à Punchestown (Irlande) et 2e par équipe avec Galan de Sauvagère ;
- 2004 : Champion olympique par équipe aux jeux Olympiques d'Athènes ; 9e en individuel avec Galan de Sauvagère ;
- 2005 : Vice-champion d'Europe par équipe à Blenheim (Angleterre) avec Hildago de l'Île en 2005 ;
- 2006 : Champion de France, après seulement trois étapes, où Nicolas Touzaint a terminé premier, sur six ;
- 2006 : Vainqueur de la finale de la Coupe du monde de concours complet avec Galan de Sauvagère à Malmö (Suède) ;
- 2007 : Vainqueur du CCI** de Compiègne avec Joker d'Helby ;
- 2007 : Vainqueur du CCI*** de Pratoni del Vivaro en Italie avec Galan de Sauvagère ;
- 2007 : Vainqueur du CCI*** de Fontainebleau avec Galan de Sauvagère ;
- 2007 : Vainqueur du CCI*** de Saumur avec Tatchou ;
- 2007 : Champion de France de concours complet ;
- 2007 : Champion d'Europe à Pratoni del Vivaro (Italie) et vice-champion d'Europe par équipe avec Galan de Sauvagère ;
- 2007 : Vainqueur du CCI**** de Pau avec Hildago de l'Île ;
- 2007 : À l'issue de cette saison exceptionnelle, il est no 3 mondial sur la FEI rankings list ;
- 2008 : Champion de France de Concours Complet avec Tatchou (Pompadour 25-26 avril 2008) ;
- 2008 : Vainqueur du CCI**** de Badminton (Grande-Bretagne) avec Hildago de l'Île[11] ;
- 2008 : no 2 mondial sur la FEI rankings list ;
- 2008 : Hildago de l'Île, cheval de concours complet de l'année (no 1 mondial) ;
- 2008 : no 9 mondial (J.O) ;
- 2009 : Vainqueur du Grand National ;
- 2010 : Vainqueur du CSI de Vittel (88) ;
- 2010 : 3e au Grand Complet du Haras du Pin ;
- 2011 : Vainqueur du CIC** de Saumur.
- 2020 : Médaille de bronze par équipes aux Jeux olympiques de Tokyo
- 2024 : Médaille d'argent par équipes aux Jeux olympiques de Paris